# فرودگاه بین‌المللی باکائو
فرودگاه بین‌المللی باکائو (به انگلیسی: Bacău International Airport) (به زبان بومی: Aeroportul Internaţional George Enescu Bacău) یک فرودگاه نظامی و همگانی مسافربری با کد یاتا BCM است که یک باند فرود بتن دارد و طول باند آن ۲۵۰۰ متر است. این فرودگاه در شهر باکائو کشور رومانی قرار دارد و در ارتفاع ۱۸۵ متری از سطح دریا واقع شده‌است.